# Ostrołęka
Ostrołęka este un municipiu în Polonia.

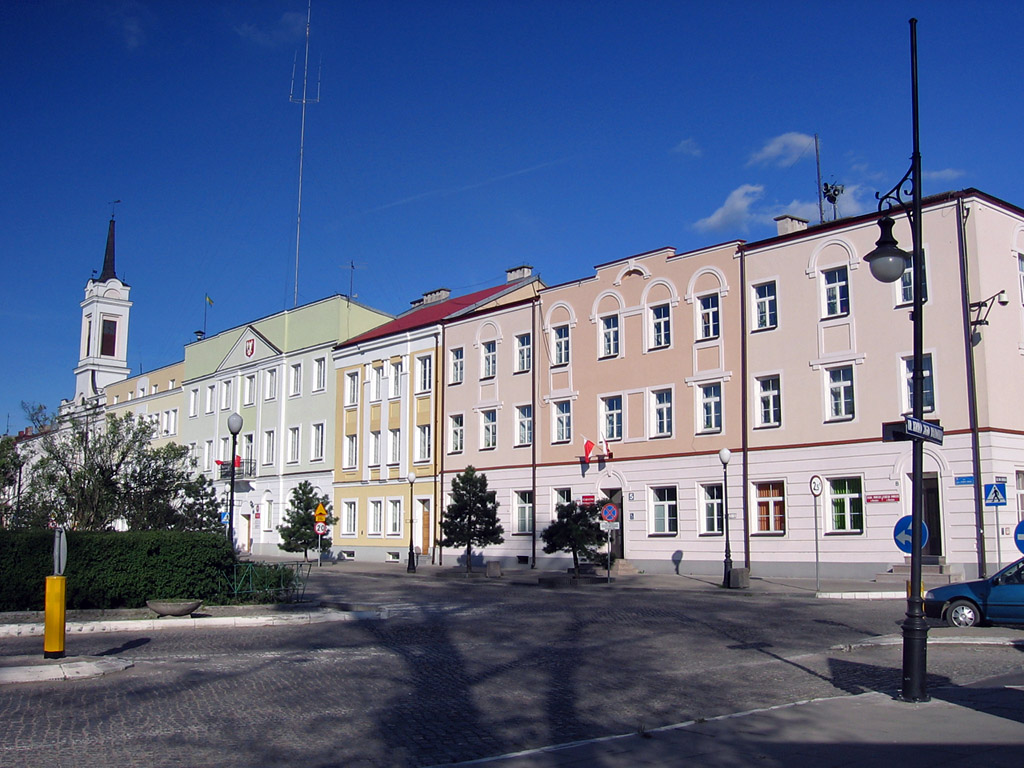

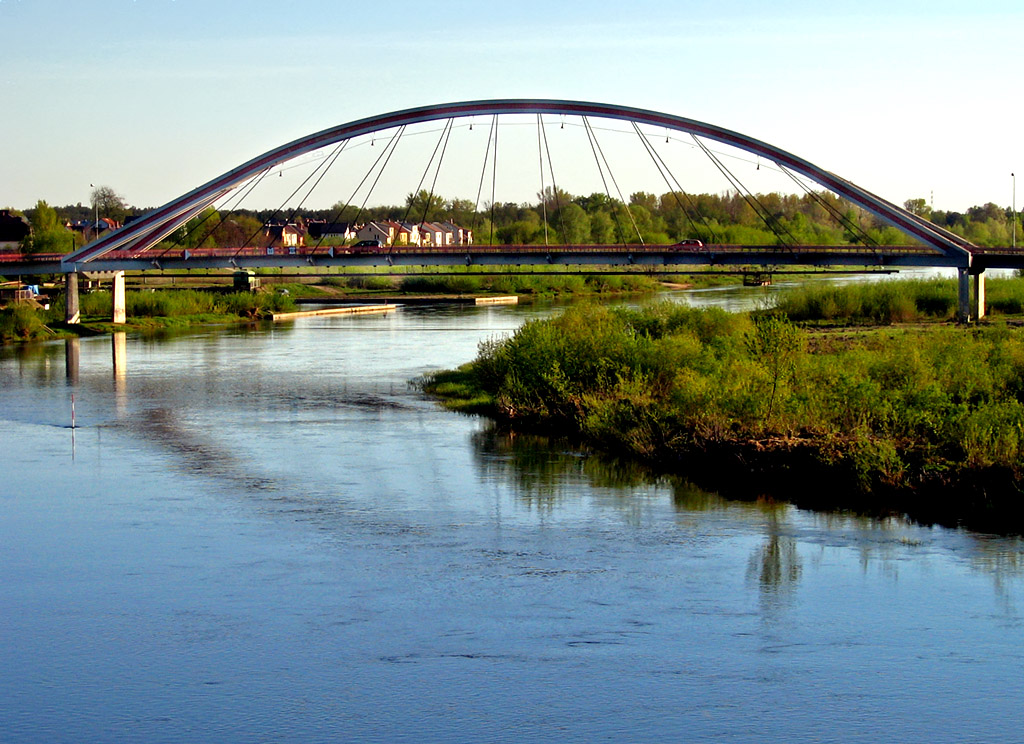

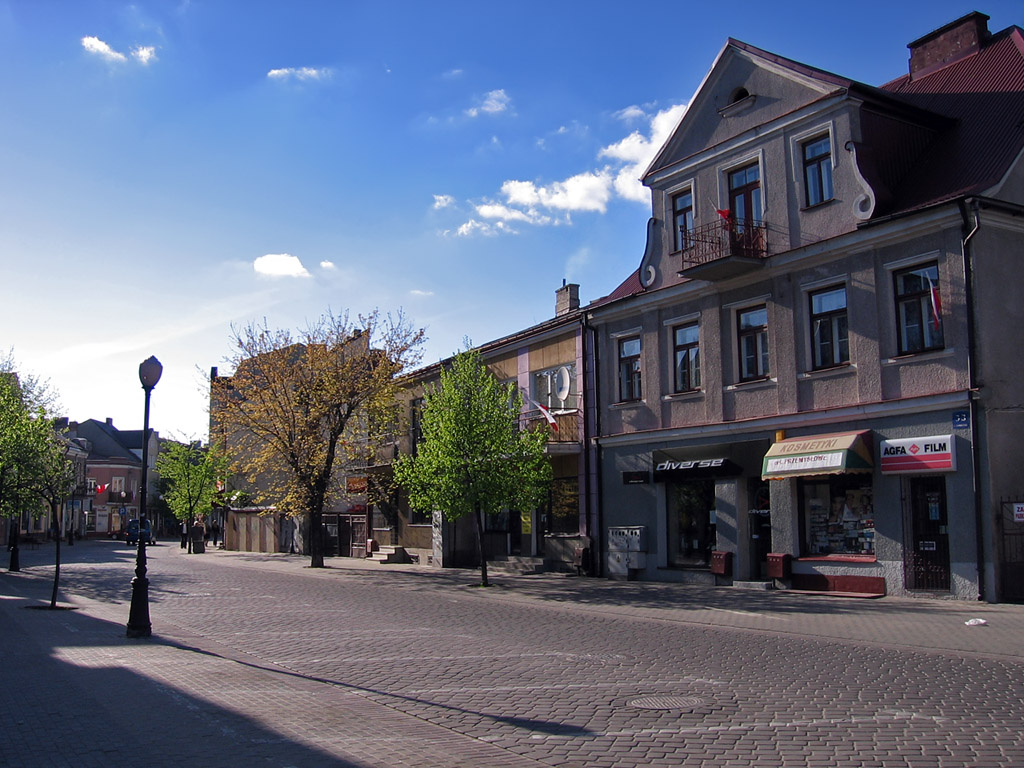